# Megagnathos terrificus
Megagnathos terrificus är en skalbaggsart som beskrevs av Penati och Zhang 2009. Megagnathos terrificus ingår i släktet Megagnathos och familjen stumpbaggar. Inga underarter finns listade i Catalogue of Life.